# 栋博堡区
栋博堡区（匈牙利語：Dombóvári járás），是匈牙利托尔瑙州的一个区，总面积509.02平方公里，总人口32,331人（2011年），人口密度64人/平方公里。中心城市为栋博堡。

## 市镇
栋博堡区包含一个城镇和15个村庄。